# دوروثي مالون
دوروثي مالون (بالإنجليزية: Dorothy Malone)‏ (مواليد 30 يناير 1924 في شيكاغو - الوفاة 19 يناير 2018)، هي ممثلة أمريكية بدأت مسيرتها الفنية سنة 1943 وعملت خلال هذه المسيرة التي استمرت حتى سنة 1992 ما يقارب 113 عملاً فنياً،
كما فازت بجائزة الأوسكار لأفضل ممثلة سنة 1957 عن دورها في فيلم مكتوب على الريح.

## الأعمال
- مكتوب على الريح
- الساحر
- بيتون بليس
- أيرون سايد
- غريزة أساسية

## روابط خارجية
- دوروثي مالون على موقع IMDb (الإنجليزية)
- دوروثي مالون على موقع ميتاكريتيك (الإنجليزية)
- دوروثي مالون على موقع الموسوعة البريطانية (الإنجليزية)
- دوروثي مالون على موقع روتن توميتوز (الإنجليزية)
- دوروثي مالون على موقع قاعدة بيانات الأفلام العربية
- دوروثي مالون على موقع ألو سيني (الفرنسية)
- دوروثي مالون على موقع ميوزك برينز (الإنجليزية)
- دوروثي مالون على موقع تيرنر كلاسيك موفيز (الإنجليزية)
- دوروثي مالون على موقع أول موفي (الإنجليزية)
- دوروثي مالون على موقع قاعدة بيانات الأفلام السويدية (السويدية)